# Tigre en papier
Tigre en papier est un roman d'Olivier Rolin paru le 28 août 2002 aux éditions du Seuil et ayant reçu l'année suivante le Prix France Culture. Ce roman a permis la révélation au grand public de son auteur.

## Résumé
Confronté à la fille d'un de ses anciens compagnons maoïstes décédé, Martin, le narrateur plonge dans son passé, à la recherche du temps perdu et fait le bilan de ses années de rêve et de poudre. Ainsi revivent sous sa plume souvent acerbe les grandes figures du mouvement de la Gauche prolétarienne, de Benny Lévy (Gédéon) à Serge July (Amédée), qui rêvaient de réveiller le prolétariat. La quête du passé, de la jeunesse, est aussi la quête du père, du sens, impossible et vaine.

## Éditions
- Tigre en papier, éditions du Seuil, 2002  (ISBN 2020375060)
- Tigre en papier, Points, 2003  (ISBN 2020611929)